# نقابة أطباء الأسنان (الأردن)
نقابة أطباء الأسنان الأردنية وهي النقابة الأولى في الأردن تأسست عام 1952. وكانت تضم 20 طبيباً عند تأسيسها. ترأسها الدكتور برهان عبد الهادي، وكانت عيادته تقع في القدس.
اما فيما يتعلق بقانون وانظمة النقابة فقد صدرت كما يلي:
- صدر قانون النقابة تاريخ 6/5/1972 في الجريده الرسمية.
- صدر نظام ترخيص اطباء الاسنان  بمقتضى القانون (80) من قانون الصحة العامه سنة 1971.
- إصدار نظام تقاعد اطباء الاسنان سنة 1976.
- إصدار نظام التامين الصحي والضمان الاجتماعي لاطباء الاسنان سنة 1983.
- إصدار نظام ترخيص عيادات ومراكز طب الاسنان سنة 2001.
- إصدار قانون المجلس الطبي الأردني للطب وطب الاسنان سنة 2002.[2]

## روابط خارجية
- نقابة أطباء الأسنان الأردنية